# Domingo Buesa Conde
Domingo Jesús Buesa Conde (Sabiñánigo, Huesca, 25 de diciembre de 1952) es un profesor universitario y político español, doctor en Historia por la Universidad de Zaragoza, con la tesis Zaragoza 1868-1874. Urbanismo y sociedad, y catedrático de Enseñanza Secundaria, con destino en la ciudad de Zaragoza desde 1979. Hijo adoptivo de Jaca, por acuerdo del ayuntamiento de la ciudad (2014). Asimismo, es el conservador de las colecciones de la Real Sociedad Económica Aragonesa de Amigos del País, académico correspondiente de la Real Academia de San Fernando (1989), académico correspondiente de la Real Academia de la Historia por Huesca, y de la Real Academia Matritense de Heráldica y Genealogía (2010), y presidente de la Real Academia de Nobles y Bellas Artes de San Luis de Zaragoza (desde el 2009). Asimismo, fue también el primer Director Científico del Museo Diocesano del Arzobispado de Zaragoza, que abrió sus puertas en marzo de 2011.

## Cargos públicos
Director general de Cultura y Patrimonio del Gobierno de Aragón (1996-1999) durante la etapa presidencial de Santiago Lanzuela, miembro del Consejo Nacional de Patrimonio del Estado (1997-1999), vicepresidente del Patronato de la Fundación Dinópolis de Teruel (1998-1999), y Director de la Alta Inspección del Estado del Ministerio de Educación, Cultura y Deporte en la Comunidad de Aragón (2001-2003).
Fue candidato a la alcaldía de Zaragoza por el Partido Popular en las elecciones municipales del 27 de mayo de 2007. También fue el Cronista Oficial de la Ciudad de Zaragoza, designado por el Ayuntamiento de Zaragoza, para la Exposición Internacional Zaragoza 2008 "Agua y Desarrollo Sostenible", incorporando las nuevas tecnologías para la realización de una crónica digital diaria y pública.

## Cargos académicos
Es patrono de la Fundación Ibercaja (2016) y forma parte de importantes instituciones como el Patronato Cultural de Ibercaja (1995), presidente de la Comisión de Cultura de la Real Sociedad Económica Aragonesa de Amigos del País de Zaragoza (1996-2000), consejero del Instituto de Estudios Altoaragoneses (1981), del Instituto de Estudios Sijenenses (1977), del Centro de Estudios Históricos de la Orden del Santo Sepulcro (1994), y de la Real Academia Matritense de Heráldica y Genealogía (2010), y académico numerario (1994) de la Real Academia de Nobles y Bellas Artes de San Luis, de la que actualmente es presidente (2009), donde ingresó en 1994 con un discurso sobre “La imagen de la Virgen románica en tierras de Aragón” (Zaragoza, 2000), tema al que dedicó otro libro titulado La Virgen y el Reino de Aragón. Imágenes y rostros medievales (Zaragoza, 1994).Es académico correspondiente por Huesca de la Real Academia de la Historia desde 2001.

## Exposiciones
En su etapa como director de la Comisión Técnica de Patrimonio Cultural del Arzobispado de Zaragoza (1987-2003), desarrolló la realización e informatización de los catálogos artísticos y la modernización de los archivos diocesanos, los inicios de importantes colaboraciones con la Universidad de Zaragoza, la publicación de la revista de investigación Aragonia Sacra, que dirige desde el año 1986, y la realización de importantes exposiciones que organizó, como “María en el arte de la diócesis de Zaragoza” (1988), “El Espejo de Nuestra Historia. La diócesis de Zaragoza a través de los siglos” (1991), “250 años de la Provincia Escolapia de Aragón” (1994) y “El Pilar es la Columna. Historia de una devoción” (1995), por la que le concedieron el premio “Aragonés del año 1996”, otorgado por votación popular a través de El Periódico de Aragón, "Pasión por Aragón. La Real Sociedad Económica Aragonesa de Amigos del País" (2014), "Pasión por la Libertad" (2016) y "Pasión por Zaragoza" (2018), todas ellas en la Sala de Exposiciones de la Fundación Ibercaja-Patio de la Infanta. Presidió la Comisión Académica oficial de los Centenarios de la Ciudad de Zaragoza (2018). 

## Experto en Historia Aragonesa
Se ha dedicado a la historia aragonesa con obras generales como El rey de Aragón (Zaragoza, 2000) o Teruel en la Edad Media (Zaragoza, 1980), que fue el inicio de otros trabajos sobre la Extremadura turolense durante el tiempo que estuvo al frente del departamento de medieval del Colegio Universitario de Teruel (1975-1977). Pero su trabajo se ha centrado en la investigación de los orígenes del reino de Aragón, en especial el reinado de Sancho Ramírez, segundo monarca aragonés, al que ha dedicado dos monografías (publicadas en 1978 y 1996), y la historia de la ciudad de Jaca que este rey fundó. A sus obras Jaca, dos mil años de Historia (Madrid, 1982) y Jaca. Historia de una ciudad (Zaragoza, 2002), se pueden sumar monografías sobre asuntos eclesiásticos como El episcopologio de la diócesis de Jaca (Zaragoza, 2005), El archivo diocesano de Jaca. Inventario de sus fondos (Zaragoza, 1986), La Catedral de Jaca (Zaragoza, 1987), además de guías como La Torre del Reloj de Jaca (Zaragoza, 1987), Jaca Monumental (León, 1998) y Guía de Jaca (Burgos, 2001). Ha publicado también trabajos sobre las tierras de Sabiñánigo, como la Guía monumental del Serrablo (Madrid, 1978), en colaboración con su maestro Antonio Durán Gudiol, El Serrablo, comarca mozárabe (Zaragoza, 1978), siendo uno de los fundadores y director del Boletín de Amigos de Serrablo (1972-1982) y el primer director del Museo Ángel Orensanz y Artes de Serrablo (1979-1988). Ha dedicado su atención a las tierras altoaragonesas con programas en TVE, como El Camino de Santiago en Aragón (1983), secciones fijas en la prensa local (“Historiografía aragonesa”, Diario del Alto Aragón, 1986-1995), y con obras como El Real Monasterio de San Juan de la Peña (León, 1975 y 1996), El Alto Aragón. Historia de una convivencia (Huesca, 1993), la primera Historia del Alto Aragón (Huesca, 2000), y Los monasterios altoaragoneses en la Historia (Huesca, 2002), La diócesis de Jaca. Historia eclesiástica de un territorio (Huesca, 2016), Descripción topográfica-histórica de la ciudad de Jaca a principios del siglo XIX: según el Ms. BN 2703 (Zaragoza, 2018), y las novelas Tomarán Jaca al amanecer (Zaragoza, 2019), La tarde que ardió Zaragoza (2020), y El retrato de la madre de Goya (2021). 

## Distinciones
A lo largo de su vida ha recibido importantes distinciones entre ellas el premio de “Aragonés del año 1996”, otorgado por votación popular a través de El Periódico de Aragón por su exposición “El Pilar es la Columna. Historia de una devoción”. También fue nombrado Hijo Adoptivo por el Ayuntamiento de Jaca, el 30 de abril de 2014, en donde también es Cofrade de Honor de la Real Hermandad de Santa Orosia desde 1999 y  al igual que está en posesión de la Cruz de la Encomienda Hospitalaria de Castiliscar (2019) y es Miembro de Honor del Consejo Superior Europeo de Doctores (2020).
Igualmente ha recibido otros reconocimientos como:
- Premio Extraordinario Aragón (1972).
- Premio Arnal Cavero (1974).
- Segundo Premio Nacional de Turismo “Everest” (1974).
- Trofeo Príncipe Fernando el Católico (1975) a la mejor actividad cultural del año.
- Medalla de Aragonés de Mérito en el Campo de la Actividad Social (2000), otorgada por la Federación de Centros Aragoneses.
- Barra Jaquesa 2023 de la Asociación Sancho Ramírez por su labor en la conservación del patrimonio en la comarca de la Jacetania.[3]